# Episodi di Lost (quarta stagione)
La quarta stagione della serie televisiva Lost è stata trasmessa negli Stati Uniti per la prima volta dall'emittente ABC dal 31 gennaio al 29 maggio 2008.
In Italia è stata trasmessa in prima visione dal canale satellitare Fox dal 7 aprile al 15 maggio 2008.
In Svizzera è stata trasmessa dal 6 luglio al 17 agosto 2008 su RSI LA2.
Inizialmente, la stagione avrebbe dovuto essere costituita, come le due seguenti, di 16 episodi ma, a causa dello sciopero degli sceneggiatori della WGA, sono stati prodotti soltanto 13 episodi. 8 sono stati trasmessi a partire dal 31 gennaio 2008; altri 5 sono stati messi in produzione dal 10 marzo 2008, in seguito alla conclusione dello sciopero, e sono andati in onda a partire dal 24 aprile 2008. In più, in seguito ad accordi ottenuti il 9 aprile, l'ultimo episodio è stato di durata doppia, così come è stato per tutti gli altri finali di stagione.
| nº | Titolo originale                   | Titolo italiano                        | Prima TV USA     | Prima TV Italia |
| -- | ---------------------------------- | -------------------------------------- | ---------------- | --------------- |
| 1  | The Beginning of the End           | L'inizio della fine                    | 31 gennaio 2008  | 7 aprile 2008   |
| 2  | Confirmed Dead                     | Morte accertata                        | 7 febbraio 2008  | 14 aprile 2008  |
| 3  | The Economist                      | L'economista                           | 14 febbraio 2008 | 21 aprile 2008  |
| 4  | Eggtown                            | Pessimi affari                         | 21 febbraio 2008 | 28 aprile 2008  |
| 5  | The Constant                       | La costante                            | 28 febbraio 2008 | 5 maggio 2008   |
| 6  | The Other Woman                    | L'altra donna                          | 6 marzo 2008     | 12 maggio 2008  |
| 7  | Ji Yeon                            | Ji Yeon                                | 13 marzo 2008    | 12 maggio 2008  |
| 8  | Meet Kevin Johnson                 | Vi presento Kevin Johnson              | 20 marzo 2008    | 23 giugno 2008  |
| 9  | The Shape of Things to Come        | Cambio delle regole                    | 24 aprile 2008   | 23 giugno 2008  |
| 10 | Something Nice Back Home           | Intervento imprevisto                  | 1º maggio 2008   | 30 giugno 2008  |
| 11 | Cabin Fever                        | Ricerca febbrile                       | 8 maggio 2008    | 30 giugno 2008  |
| 12 | There's No Place Like Home: Part 1 | Casa dolce casa, prima parte           | 15 maggio 2008   | 7 luglio 2008   |
| 13 | There's No Place Like Home: Part 2 | Casa dolce casa, seconda e terza parte | 29 maggio 2008   | 7 luglio 2008   |

## L'inizio della fine
- Titolo originale: The Beginning of the End
- Diretto da: Jack Bender
- Scritto da: Damon Lindelof e Carlton Cuse
- Episodio dedicato a: Hurley

### Trama
Jack, in un flash-forward, assiste in televisione all'arresto di Hurley che, inseguito dalla polizia, ha un incidente; prima di venire arrestato urla di essere uno dei "Sei della Oceanic". Interrogato dall'ex-partner di Ana Lucia, nega di aver conosciuto la ragazza sull'aereo o sull'isola e chiede di essere rinchiuso in un ospedale psichiatrico. Qui gli fa visita Matthew Abaddon, che afferma di essere un avvocato della Oceanic Airlines e gli chiede se ci siano altri sopravvissuti ancora presenti sull'isola, ma viene mandato via da un impaurito Hurley.
Alla torre radio Jack e gli altri attendono l'arrivo dei soccorritori mentre, sulla spiaggia, Desmond racconta al gruppo della morte di Charlie e del messaggio scritto sulla sua mano, NOT PENNY'S BOAT ("non è la barca di Penny"). Il gruppo, spinto da Hurley, decide di andare incontro al resto dei sopravvissuti per avvertire Jack.
Naomi, trafitta alla schiena da Locke, è scomparsa. Jack, la Rousseau e Ben, prigioniero, la cercano. Così fa anche Kate, ma in un'altra direzione (seguendo altre tracce) e all'insaputa dello stesso Jack. Alla fine è proprio lei a trovare Naomi che, dopo un breve chiarimento, aggiorna i parametri del telefono satellitare che Kate ha preso di nascosto a Jack, permettendo così ai presunti soccorsi di individuare i sopravvissuti, morendo subito dopo. Hurley, smarrito, trova per caso la capanna di Jacob: si affaccia dalla finestra e vede due persone, una delle quali è Christian Shephard. Hurley fugge spaventato, ma dopo pochi passi la casa riappare nella direzione in cui stava correndo. Chiude gli occhi: quando li riapre la capanna è scomparsa. Si avvicina Locke, che lo aiuta a ritrovare gli altri compagni. L'incontro tra il gruppo della spiaggia e Locke con il resto dei dispersi provoca una drammatica rottura: chi si fida di Jack andrà incontro ai soccorritori, chi presta fede a Locke (colpito furiosamente da Jack che arriva anche a sparargli, ma la rivoltella è scarica) e all'avvertimento di Charlie si recherà all'accampamento degli "Altri". Sawyer, con grande sorpresa di Kate, sceglie di andare con Locke così come Hurley, che ha fede nell'estremo sacrificio dell'amico Charlie.
Hurley, come si vede nel flashforward, è ossessionato dalla morte di Charlie tanto che, nel giardino dell'istituto mentale, lo vede avvicinarsi e dire che "hanno bisogno di lui". Jack va a trovare Hurley all'ospedale: quest'ultimo si scusa con lui per non averlo seguito a suo tempo e aver scelto invece di andare con Locke, ma Jack lo perdona dicendogli che ormai è acqua passata. Hurley, prima che Jack se ne vada, insiste per tornare sull'isola e Jack risponde che non succederà mai. Sull'isola arriva un elicottero, da cui si paracaduta un uomo. Togliendosi il casco, dice: "Sei tu Jack?"

## Morte accertata
- Titolo originale: Confirmed Dead
- Diretto da: Stephen Williams
- Scritto da: Drew Goddard e Brian K. Vaughan
- Episodio dedicato a: Daniel, Miles, Charlotte, Frank e Naomi

### Trama
In un flashback una spedizione subacquea di ricerca trova il relitto dell'aereo del volo 815 nelle vicinanze di Bali. Alla notizia viene dato ampio risalto sui mass media e si vede Daniel, l'uomo che si è paracadutato per primo sull'isola dall'elicottero, che reagisce piangendo alla notizia.
Tramite il telefono di Naomi, il nuovo arrivato contatta la nave e, grazie ai GPS che tutti hanno in dotazione, lui, Jack e Kate vanno alla ricerca degli altri della spedizione. Sugli scogli incontrano il primo, Miles Straume, un sensitivo, che minaccia Jack e Kate con una pistola e vuole essere portato al cadavere di Naomi: la donna infatti aveva avvertito i suoi compagni di essere stata uccisa tramite un codice segreto. Miles grazie ai suoi "poteri" capisce che la storia di Jack e Kate è vera: Naomi è stata uccisa da Locke. Ancora nella giungla, Sayid e Juliet intervengono a sorpresa capovolgendo la situazione, ora sono loro a tenere in pugno le armi, costringendo Miles e Daniel a seguirli.
In un flashback presso Médenine, in Tunisia, due donne arrivano sul luogo dove si svolgono degli scavi archeologici: una di esse è Charlotte Staples Lewis, che trova lo scheletro di un orso polare accanto al quale si trova un collare sul quale è fissato un ottagono con il logo della Stazione Idra del Progetto DHARMA.
È il gruppo di Locke a trovare Charlotte: Ben prova ad ucciderla rubando la pistola di Karl, ma la donna indossa un giubbotto antiproiettile e rimane illesa. Seguendo un razzo segnalatore il gruppo di Jack trova un altro membro della squadra: si tratta di Frank Lapidus, il pilota dell'elicottero, l'uomo che avrebbe dovuto pilotare il volo 815 e che (in un flashback) ha segnalato al numero verde della compagnia aerea che quello che è stato fatto vedere in televisione non può essere il vero volo Oceanic 815. L'uomo è riuscito a portare a terra l'elicottero senza danni. Locke sta conducendo il suo gruppo verso la capanna di Jacob. Hurley accenna al fatto di averla vista, ma poi svia la conversazione. Sia Ben che Locke però hanno intuito la verità e ne sono molto sorpresi. Locke dice a Sawyer di fare quel che sta facendo perché gliel'ha chiesto Walt.
In un flashback vediamo Naomi prendere ordini dal misterioso Matthew Abbadon: dovrà portare sull'isola quattro persone (i quattro dell'elicottero) e riportarle indietro sane e salve. Alla richiesta di Naomi sulla possibilità di incontrare sopravvissuti del volo 815 questi ribadisce due volte che "non vi sono sopravvissuti".
Miles, una volta che Frank scopre che Juliet non era sull'aereo, confessa che il loro scopo principale non è salvarli ma catturare Benjamin Linus che, in un altro punto dell'isola, sta per essere giustiziato da Locke. Ben però la scampa affermando di essergli ancora utile, dato che ha una spia sulla nave dalla quale proviene Charlotte.

## L'economista
- Titolo originale: The Economist
- Diretto da: Jack Bender
- Scritto da: Edward Kitsis e Adam Horowitz
- Episodio dedicato a: Sayid

### Trama
Jack e Kate discutono animatamente con Miles che cerca di far confessare ai due dove si trovi Ben. Jack dice che Locke ha preso anche Charlotte come ostaggio e questo porta Miles a chiedere ai due di andare in missione per trovare Locke, ma Sayid ferma la conversazione e chiede a Frank di essere portato alla nave con l'elicottero in cambio della promessa di riportare indietro Charlotte sana e salva. Frank accetta lo scambio.
In un flash-forward si vede Sayid che gioca a golf. Viene interrotto da un tizio apparentemente tranquillo e sconosciuto a cui rivela di essere uno dei "Sei della Oceanic". Il tizio sembra non voler più scherzare con Sayid, che lo uccide a sangue freddo con un colpo di pistola. In un altro flash-forward, Sayid è in un bar di Berlino e incontra un'affascinante donna bionda, Elsa, che dice di lavorare per un economista. Fissa un appuntamento a cena con lei e uscito dal bar, Sayid fa una telefonata ad una persona non identificata, dicendole di aver stabilito il contatto, poi getta il telefono.
Sull'isola Sayid scopre che Naomi aveva con sé una foto di Desmond e Penny, così Juliet va a chiamarlo alla spiaggia. Intanto Locke non riesce a trovare la capanna di Jacob e decide di portare il gruppo agli appartamenti.
Jack spinge Kate a partire con Sayid e Miles perché è convinto che Locke non possa farle nulla visto che Sawyer glielo impedirebbe. Nel tragitto, Sayid confida a Miles che è per colpa del loro arrivo che il loro gruppo si è scisso in due. Daniel, sull'isola, fa esperimenti satellitari attraverso un telefono in contatto con una certa Regina. Sayid, Kate e Miles arrivano agli appartamenti, apparentemente deserti, ed in uno di questi (sembrerebbe quello di Juliet) in un armadio trovano Hurley imbavagliato. Questi racconta loro di essere stato messo lì da Locke, e che il gruppo sarebbe passato per casa di Ben, così i tre vi si recano assieme a lui, ma si tratta di una trappola: Hurley in realtà era d'accordo con Locke. Intanto, arriva il carico che Daniel aveva chiesto al telefono a Regina, ma scopre che all'interno c'è un orologio avanti di mezz'ora. Nella casa di Ben, Sayid scopre un passaggio segreto pieno di passaporti falsi, banconote di diversi Paesi e vestiti, ma quando corre a soccorrere Kate, incastrata da Sawyer, viene catturato da Locke e messo nella stanza del biliardo insieme con Ben che continua a provocarlo, finché non entra Locke. Sayid chiede a Locke di consegnargli Charlotte per ottenere informazioni sui nuovi arrivati, ma Locke gli rivela che Ben ha un uomo su quella nave. Ben non vuole rivelare nulla, e Sayid dice che il giorno in cui gli crederà sarà quello in cui avrà venduto la sua anima. Alla fine Locke e Sayid raggiungono il compromesso di uno scambio: Charlotte per Miles.
Si ritorna al flash-forward dove si vede che Elsa e Sayid hanno una relazione e la donna lo convince a rivelargli che lavoro fa, quando suona il cercapersone di lei. Sayid, che si sente in colpa per quanto sa che deve fare, le rivela che deve lasciare Berlino e che ucciderà il suo datore di lavoro, che non è un economista. Elsa reagisce sparandogli un colpo di pistola alla spalla e chiama subito il suo capo, dunque anche lei è una sicaria, ma quando finisce la telefonata, Sayid la uccide.
Intanto sull'isola, Desmond cerca di capire perché Naomi aveva la sua foto con sé e chiede a Frank se conosce Penelope Widmore. Non ottenendo risposte, decide di raggiungere la nave con l'elicottero insieme a Sayid. Jack e Juliet vedono tornare Sayid con Charlotte senza Miles, Frank accusa Sayid di aver barato ma mantiene comunque la promessa fattagli, questo perché comunque tiene più a Charlotte che a Miles. Al momento di imbarcarsi, in disparte, Daniel raccomanda a Frank di seguire la stessa rotta dell'andata. Sayid chiede di riportare Naomi a casa visto che c'è un posto sull'elicottero che nessuno vuole occupare.
Nell'ultimo flash-forward, Sayid raggiunge una sala operatoria veterinaria, dove un medico gli estrae la pallottola dalla spalla. Mentre parlano, si scopre che il medico è Ben e che Sayid fa il sicario per lui. Ben lo invita a non farsi scrupoli e di ricordarsi che fa quel lavoro per salvare i propri amici. Poi aggiunge che ha un altro nome per lui, ma questi gli dice che adesso sanno che lo stanno cercando (probabilmente si riferisce al falso economista), ma Ben non sembra sconvolto dalla notizia.

## Pessimi affari
- Titolo originale: Eggtown
- Diretto da: Stephen Williams
- Scritto da: Elizabeth Sarnoff e Greggory Nations
- Episodio dedicato a: Kate

### Trama
Il gruppo guidato da Locke si è stabilito nelle case del Progetto Dharma, lo stesso Locke ha rinchiuso Ben nella cantina della casa che era stata la sua e cerca di ottenere informazioni. Kate, che ora vive in una casa con Claire ed il figlio di quest'ultima, Aaron, scopre dove Locke tiene rinchiuso Miles. Contro la volontà di Locke, va a parlargli. L'uomo acconsente a dirle tutto ciò che sulla nave sanno su di lei in cambio di una chiacchierata con Ben.

In un flash-forward vediamo Kate in un'aula di tribunale dove viene processata per i delitti commessi prima di precipitare sull'isola, in seguito il suo avvocato le consiglia di giocare la carta della compassione ma lei rifiuta e risponde: "Non userai mio figlio". Tuttavia alla seduta seguente, contro la volontà di Kate, l'avvocato chiama il teste "jolly": si tratta di Jack.

Jack afferma che allo schianto sono sopravvissuti solo in otto ed è solo grazie a Kate se sei di loro si sono salvati.

Kate, ingannando Locke, riesce a far parlare Miles con Ben, il quale ricatta l'uomo dicendo che per 3,2 milioni di dollari non dirà a nessuno che è ancora vivo. Locke scopre l'inganno di Kate e le intima di lasciare il villaggio.

In un nuovo flash-forward Kate incontra la madre a cui restano pochi mesi di vita che le dice di non voler più testimoniare contro di lei a patto che possa incontrare suo nipote, ma Kate rifiuta.

Sulla spiaggia Jack riesce a contattare la nave e scopre che l'elicottero decollato il giorno precedente con a bordo Desmond e Sayid non è mai arrivato.

La madre di Kate non si presenta a testimoniare e la difesa accetta di patteggiare, Kate non potrà lasciare gli USA per 10 anni ma non le importa, avendo un figlio a cui deve badare.

All'uscita incontra Jack che le fa capire di amarla ancora, ma lei lo avverte che non prenderanno nemmeno un caffè assieme fino a quando lui non accetterà di vedere il bambino.

Kate torna a casa e abbraccia il bambino chiamandolo Aaron.

## La costante
- Titolo originale: The Constant
- Diretto da: Jack Bender
- Scritto da: Carlton Cuse e Damon Lindelof
- Episodio dedicato a: Desmond

### Trama
L'episodio inizia con il Frank Lapidus, Sayid e Desmond sull'elicottero, che si sta imbattendo in una tempesta in alto mare. Il pilota segue le indicazioni dategli su un foglio da Daniel Faraday; Sayid gli chiede il perché di questa scelta, ed egli risponde che non ci sarebbe altro modo di trovare la nave. Desmond nel frattempo ha una crisi e cade in stato catatonico; si risveglia su una branda durante il periodo del servizio militare, in piena dissociazione temporale con i suoi ricordi. Il tenente gli intima di alzarsi e di allinearsi agli altri e manda tutti a eseguire flessioni e addominali sul campo. Nuovo rimbalzo temporale: Desmond si risveglia e non riconosce più le persone sull'elicottero; il pilota chiede a Sayid di trattenerlo, visto che ormai sono giunti alla nave. In spiaggia Jack si chiede come mai non abbiano ancora notizie delle persone che sono partite con l'elicottero un giorno prima, e chiede ripetutamente a Charlotte che cosa possa essere successo, ma lei non sa dare alcuna risposta. Nel frattempo, Daniel le comunica di voler rivelare una cosa, contro il suo parere, alle persone sull'isola: secondo lui ci potrebbero essere degli "strani effetti" lasciando l'isola, cioè dissociazioni temporali col presente che per qualcuno possono essere di pochi minuti, per altri invece anche di anni interi. Rivela inoltre che la percezione del tempo sull'isola è relativa, come se sull'isola il tempo scorresse il modo diverso rispetto al resto del mondo fuori.
Sulla nave le persone dell'elicottero vengono accolte da due uomini. Desmond continua a non riconoscere gli altri, e ha un nuovo attacco; si risveglia di nuovo nel campo militare, in piedi e in attesa d'istruzioni dal sergente istruttore, che per punizione fa correre lui e il suo plotone per 10 km. Un attimo dopo si ritrova su un carro militare; un commilitone gli chiede che cosa stia succedendo, egli risponde che piomba in un sogno vivido e che nel sogno è in mare aperto su una barca, e che l'unica cosa familiare, in tutto questo, è una sola: Penny; per questo motivo decide di chiamarla da una cabina telefonica. Nuovo risveglio: i due uomini sulla barca accompagnano Desmond in infermeria; qui, un uomo legato a un letto gli chiede: «Sta succedendo anche a te, vero?». Un medico entra nella stanza e addormenta l'uomo. Nel frattempo, Sayid si fa dare il telefono da Lapidus per chiamare le persone sull'isola; riesce a parlare con Jack, e li avverte dello stato strano in cui si trova Desmond. Daniel chiede a Sayid di parlare con urgenza con Desmond; Sayid si precipita in infermeria, blocca il medico e mette i due in comunicazione; quando Daniel gli chiede in quale anno pensa di trovarsi, Desmond risponde nel 1996, a fronte di questo Daniel gli dice che, quando avrà il prossimo distacco temporale, deve andare all'università di Oxford e mettersi in contatto con un certo Daniel Faraday (ovvero il sé stesso del 1996, che insegnava ad Oxford); inoltre, gli comunica dei numeri, che Desmond dovrà dare a Faraday del passato, e gli dice di accennare a una certa Eloise affinché quest'ultimo gli dia retta.
Nuovo salto temporale di Desmond. Adesso è per terra accanto alla cabina telefonica; chiama Penny cercando di spiegare la situazione, ma lei gli dice che si sta trasferendo e che non vuole più avere a che fare con lui. Desmond si risveglia nuovamente; i due uomini gli strappano il telefono e chiudono lui e Sayid in infermeria. L'uomo legato sulla branda si risveglia e dice di conoscere Desmond: egli è Minkowsky, era il responsabile delle comunicazioni sulla nave e ha intercettato una chiamata di Penny. Racconta di essersi avvicinato all'isola in barca con un'altra persona, per curiosità, ma più si avvicinavano e più avevano problemi di dissociazione temporale. Sayid e Desmond lo slegano; nel frattempo qualcuno ha inspiegabilmente aperto la porta dell'infermeria.
Nuovo rimbalzo temporale di Desmond. È riuscito a trovare Faraday a Oxford, e gli comunica i numeri che lo stesso gli aveva dato sulla barca accennando anche alla famosa Eloise. Daniel compie un esperimento su un topolino (Eloise), che percorre un labirinto perfettamente come se già ne conoscesse il percorso: le coordinate dategli da Desmond hanno funzionato. Il topolino però muore poco dopo per aneurisma cerebrale. Di nuovo sulla nave, Minkowsky li sta accompagnando ai sistemi di comunicazione, e dice loro che la persona che era in barca con lui adesso è morta; arrivati alla cabina dei sistemi di comunicazione lo stesso Minkowsky ha un attacco e muore.
Nuovo rimbalzo di Desmond: il Faraday del passato gli spiega che l'unico modo che ha per restare nel futuro e non fare la fine del topolino è trovando qualcosa di familiare tra passato e presente: una costante. Egli capisce che la sua costante è Penny, e si precipita nuovamente a tentare di telefonarle, ma ha un nuovo risveglio. Sayid sta ripristinando la comunicazione telefonica; Desmond, nel frattempo, vede su un calendario che l'anno in corso è il 2004, e che sono alla vigilia di Natale. Nuovamente nel passato, Desmond tenta di chiamare Penny, ma il numero da lui composto non è attivo, in quanto lei si è trasferita; egli si reca allora a un'asta, dove trova il padre di Penny da cui riesce a ottenere il nuovo indirizzo di lei. Sayid, sulla nave, ha completato la riparazione, e chiede a Desmond il numero da comporre. Nel passato, quest'ultimo riesce a parlare con Penny, e le dice di dargli il proprio numero di telefono e non cambiarlo mai, avvertendola che l'avrebbe chiamata alla vigilia di Natale del 2004. Nuovo risveglio: ora Desmond ha il numero di Penny, che chiama immediatamente. Ella risponde, dicendogli che lo sta cercando da circa tre anni, e che non le sembrava vero quando Charlie le ha risposto; si dichiarano amore reciprocamente e la telefonata s'interrompe. Desmond è guarito.
Un Daniel Faraday ancora sull'isola sfoglia il suo diario in cerca di qualcosa; si vede la scritta "Se qualcosa dovesse andare male, Desmond Hume sarà la mia costante".

## L'altra donna
- Titolo originale: The Other Woman
- Diretto da: Eric Laneuville
- Scritto da: Drew Goddard e Christina M. Kim
- Episodio dedicato a: Juliet

### Trama
Faraday e Charlotte sono scappati dal gruppo di Jack, il quale parte con Juliet al loro inseguimento. Essi vengono però incrociati prima da Kate, armata di pistola, la quale sospetta di loro vedendo delle maschere antigas nella borsa di Faraday; Charlotte colpisce Kate alle spalle col calcio di una pistola, e i due continuano la loro corsa verso la base Tempesta lasciandola a terra svenuta; nel frattempo Juliet riceve da Harper (che dai flashback scopriremo essere la sua ex-psicologa, nonché moglie di Goodwin, il quale ha una relazione clandestina con Juliet, della quale Harper stessa era al corrente) una missiva di Ben che le intima di liberare il gas alla base Tempesta uccidendo Faraday e Charlotte. Ella si libera di Jack, che nel frattempo recupera Kate, e raggiunge la base Tempesta prima di lui, ma quando i due fuggitivi già stanno operando.
Nelle case degli Altri, Ben si offre di dire tutta la verità a John sugli uomini della barca a patto che egli gli conceda di avere una casa e muoversi liberamente all'interno del campo; gli mostra quindi una videocassetta, in cui si vede uno degli uomini di Ben, prigioniero e incappucciato, uscire da un'auto da cui esce successivamente un altro uomo: è il padre di Penelope, proprietario della barca e, secondo Ben, quello che vuole mettere le mani sull'isola e sui suoi poteri curativi. John però vuole sapere chi è l'uomo di Ben sulla barca.
Nella stazione Tempesta, intanto, Juliet lotta con Charlotte mentre Faraday è ai comandi; ella gli intima di fermare la procedura di lancio del gas, scoprendo che quest'ultimo sta solo tentando di renderlo inattivo affinché non possa in seguito essere utilizzato da Ben stesso. Nel frattempo, in un flashback, Juliet viene chiamata da Ben a vedere il cadavere di Goodwin, e capisce che mandare Goodwin a infiltrarsi nel gruppo dei caduti (e morire poi per mano di Ana Lucia) fu deciso proprio allo scopo di farlo morire: Ben è innamorato (non ricambiato) di Juliet, ed era geloso del fatto che Juliet avesse una relazione clandestina con Goodwin, visto che la considera una sua proprietà. Ella dice a Jack che gli uomini sulla barca stanno combattendo una guerra contro Ben, e che quando le due fazioni si scontreranno sarà meglio che il dottore non sia con lei, ma Jack la bacia appassionatamente rassicurandola: "Ben sa dove trovarmi".

## Ji Yeon
- Titolo originale: Ji Yeon
- Diretto da: Stephen Semel
- Scritto da: Edward Kitsis e Adam Horowitz
- Episodio dedicato a: Jin e Sun

### Trama
Siamo in Corea, Sun è in casa che si prepara per andare in ospedale a partorire, ma si sente male e chiede l'intervento di un'ambulanza.

Jin si reca in un negozio di giocattoli e acquista un gigantesco panda di peluche, l'uomo è di corsa e piuttosto aggressivo, deve andare in ospedale e non ha tempo da perdere.
Sull'isola Sun è diffidente verso le vere intenzioni di Daniel e Charlotte, quindi decide di raggiungere Locke e convince Jin a seguirla, ma Juliet vuole convincerla ad ogni costo a restare sulla spiaggia ricordandole che se non lascerà l'isola, essendo in stato di gravidanza, morirà e così anche il suo bambino.

Sun non ha alcuna intenzione di ascoltare Juliet, che per raggiungere il suo intento rivela a Jin che la moglie ha avuto una relazione con un altro e che non era sicura di chi fosse il figlio.

Jin fugge dalla moglie e accompagna Bernard a pescare; l'uomo gli racconta che la moglie è malata di cancro e che l'isola l'ha guarita. Nonostante questo non hanno scelto di stare con Locke perché non era la cosa giusta da fare, perché è un assassino: "se fai scelte sbagliate ti capitano cose brutte", un evidente parallelo con le scelte sbagliate di Jin, alle dipendenze del padre di Sun, il signor Paik, anch'egli un assassino.

La sera Jin tornerà da Sun dicendole che sa perché l'ha tradito e che uomo era, ma che ora è cambiato e che quindi ha tradito il Jin di un tempo e non quello attuale, concedendole perciò il suo perdono e promettendole che non lo perderà mai. Sun gli rivela infine che il bambino è il suo e non dell'uomo con cui l'ha tradito, e i due scelgono di rimanere alla spiaggia.
Sulla nave cargo Sayid e Desmond vengono chiamati a colloquio dal capitano il quale è in possesso della scatola nera dell'aereo rinvenuta sul fondo dell'oceano a sud di Bali insieme a tutti i 324 corpi dei passeggeri e al relitto del volo Oceanic 815. Come è chiaro, però, il ritrovamento è un falso, visto che, di fronte a lui, Sayid è vivo ed in carne ed ossa. I tre si domandano dunque chi possa essere tanto potente e spietato da mettere in piedi una copertura del genere, ma soprattutto da procurarsi 324 cadaveri ed allestire un falso relitto del volo Oceanic, coinvolgendo e gettando nel dolore le famiglie di così tante persone. Proprio questo, dice il capitano, sarebbe uno dei motivi per il quale Charles Widmore, proprietario della nave, ha intenzione di trovare Benjamin Linus, sicuro che l'uomo possa fare luce sui fatti.
Più tardi, sulla nave, i due incontrano Kevin Johnson, il mozzo che altri non è che Michael: è lui la spia di Ben. Desmond e Sayid reggono il gioco a Kevin non rivelando la sua identità.
Sun, in sala parto, dà alla luce una bambina mentre invoca più volte il nome del marito, che però non compare.
Jin arriva all'ospedale col panda e si presenta a un uomo, una delle guardie dell'ambasciatore cinese, appena diventato nonno. Il panda è da parte del signor Paik, che spera di fare affari con la Cina, appunto. Solo in questo momento siamo sicuri che non si tratta di un flash-forward, come quello di Sun, ma di un flashback, e che dunque la storia narrata procedeva su due binari paralleli, in due linee temporali differenti.
Sun si reca al cimitero con la figlia e Hurley: davanti alla tomba di Jin decide di chiamare la figlia con il nome che Jin stesso le aveva suggerito sull'isola, ovvero Ji Yeon.
La lapide indica la data della morte di Jin: 22 settembre 2004, data dello schianto sull'isola, e quindi si viene a conoscenza che Jin non è uno dei "Sei della Oceanic", ma che era rimasto sull'isola, e quindi, al termine dell'episodio, si capisce che manca ancora uno all'appello dei Sei, da aggiungere a Jack, Kate, Hurley, Sayid e Sun (a meno che non si consideri Aaron come 6°).

## Vi presento Kevin Johnson
- Titolo originale: Meet Kevin Johnson
- Diretto da: Stephen Williams
- Scritto da: Elizabeth Sarnoff e Brian K. Vaughan
- Episodio dedicato a: Michael

### Trama
La puntata inizia con una riunione del gruppo di Locke, con la presenza di Ben e Miles, per poter fare il punto della situazione e condividere le informazioni relative alle vere intenzioni dei soccorritori. Sawyer propone di consegnar loro Ben e risolvere la situazione, ma quest'ultimo interviene dicendo che l'obiettivo dei finti soccorritori non è solo di catturarlo, ma anche di eliminare tutti gli abitanti dell'isola. Ben consegna ad Alex, sua madre e Karl una mappa che conduce a un tempio, luogo che dice essere il più sicuro dell'isola e dove gli Altri si trovano già da tempo.
Sayid e Desmond trovano il modo di entrare in contatto con Michael, chiedendogli spiegazioni. Scopriamo che Michael, preso dai rimorsi, durante il viaggio di ritorno dall'isola ha confessato a Walt gli omicidi, perdendo la fiducia e l'amore del figlio. Distrutto, cerca ripetutamente di suicidarsi, e tentando di spararsi in un vicolo incontra Tom, mandato da Ben, che gli propone una missione per redimersi e salvare i suoi amici rimasti sull'isola e lo informa, inoltre, che i suoi tentativi di suicidarsi falliscono perché "è l'isola che non glielo permette"; gli dimostra inoltre che il signor Widmore (il padre di Penny) ha inscenato il ritrovamento del falso aereo, per poter impedire che qualcun altro scopra dov'è precipitato il vero aereo, questo perché Windmore è interessato all'isola e alle sue capacità, pertanto non vuole rischiare che qualcuno la scovi, e anzi considera Ben suo nemico proprio perché è sull'isola da tanto tempo e sembra conoscerne ogni segreto. Tom convince Michael ad accettare la missione, che consiste nel prendere servizio sulla nave come mozzo, sotto falso nome di "Kevin Johnson" e farla esplodere con un ordigno, per evitare che gli uomini di Widmore arrivino all'isola e uccidano tutti gli altri sopravvissuti, per cui Michael prova un forte senso di colpa e vergogna. Ma Michael viene ingannato: le vere intenzioni di Ben non sono di distruggere la nave, ma semplicemente di sabotarla; dopo che l'ordigno si è dimostrato un giocattolo, infatti, Ben riesce a comunicare con Michael ordinandogli di sabotare le comunicazioni radio e i motori della nave, affinché non attracchi all'isola. Sayid, preso dalla rabbia e considerando Michael un traditore, consegna quest'ultimo al capitano, spiegandogli che il suo vero nome è Michael Dawson e non Kevin Johnson, che faceva parte del volo 815 e che attualmente lavora per Ben, facendo dunque saltare la sua copertura.
Alex, sua madre e Karl stanno per raggiungere il Tempio ma vengono fermati dai colpi di un cecchino; in questa imboscata la Rosseau e Karl vengono uccisi, e Alex si arrende urlando disperatamente di essere la figlia di Ben, scegliendo di farsi catturare.

## Cambio delle regole
- Titolo originale: The Shape of Things to Come
- Diretto da: Jack Bender
- Scritto da: Brian K. Vaughan e Drew Goddard
- Episodio dedicato a: Ben

### Trama
All'inizio dell'episodio troviamo Alex scortata dagli uomini che avevano ucciso la Rosseau e Karl e che la costringono a disattivare il sistema di difesa ad onde ultrasoniche del "recinto".
Il gruppo di Locke inizia a venire bersagliato dai cecchini che avevano rapito Alex. 
Locke, Ben, Sawyer, Hugo, Claire e suo figlio Aaron si rifugiano nella ex-casa di Ben e vi si barricano.
Uno degli uomini della nave di Widmore intima a Ben, con una radiolina portatagli da Miles, di uscire e arrendersi, ma Ben rifiuta. Allora l'uomo fa portare Alex, e ordina nuovamente a Ben di uscire entro 10 secondi, in caso contrario avrebbe ucciso la ragazza. Mentre Ben prova a fargli cambiare idea utilizzando la psicologia inversa, l'uomo uccide Alex a sangue freddo: Ben, incredulo, mormora "Ha cambiato le regole", e apre quindi una stanza segreta nella quale fa partire uno strano congegno.
Poco dopo il Sistema di Sorveglianza (il mostro di fumo nero) arriva uccidendo due dei sei assalitori e costringendo gli uomini della nave a ritirarsi.
Locke ed il suo gruppo fuggono nella giungla alla volta della capanna di Jacob, ma Sawyer dice a Locke di averne abbastanza e di voler tornare alla spiaggia. Convince Claire e Hugo a seguirlo, ma Locke lo minaccia con una pistola ordinandogli di lasciare che Hugo resti con sé e con Ben (con la motivazione che ne ha bisogno per trovare la capanna, visto che Hugo in precedenza l'aveva vista). Hugo acconsente e chiede ai due di rinfoderare le armi. Sawyer fa comunque presente a Locke che se fosse successo qualcosa a Hugo, lui l'avrebbe ucciso. 
Intanto, sulla spiaggia i superstiti del volo 815 rinvengono un cadavere con la gola tagliata, in cui Faraday riconosce il medico della loro nave. Bernard chiede a Faraday se sia in grado di usare il telefono satellitare rotto come telegrafo, Faraday risponde positivamente e invia un messaggio in cui chiede cosa sia successo al medico. Quando giunge la risposta dichiara a Jack che pur non avendo dato notizie circa il cadavere, dalla nave hanno ribadito che gli elicotteri sarebbero arrivati sull'isola entro la mattina successiva per portarli in salvo. Bernard però rivela che Faraday mente, poiché in realtà il messaggio diceva testualmente che il medico stava bene e si trovava sulla nave: Jack infuriato mette alle strette Daniel che confessa che non è mai stata loro intenzione portare in salvo i superstiti del volo 815.
Il flashforward ha come protagonista Ben, che si trova dapprima in Iraq ai funerali di Nadia, moglie di Saiyd, il quale, successivamente alla rivelazioni di Ben su chi fosse il mandante dell'omicidio della compagna, si mette alle sue dipendenze. Alla fine dell'episodio, Ben a Londra entra nella camera da letto di Charles Widmore, dove lo accusa di aver "cambiato le regole", affermazione che genera il seguente scambio di battute: "Tu hai ucciso mia figlia, ora io ucciderò la tua per farti sentire come mi sento". E Widmore: "Non riuscirai a trovarla". "Come tu non riuscirai mai a trovare l'Isola". "Allora dichiariamo aperta la caccia?" "Direi di sì".

## Intervento imprevisto
- Titolo originale: Something Nice Back Home
- Diretto da: Stephen Williams
- Scritto da: Edward Kitsis e Adam Horowitz
- Episodio dedicato a: Jack

### Trama
Durante una discussione, in cui gli abitanti della spiaggia chiedono veementemente spiegazioni a Faraday e Charlotte, Jack sviene: dovrà essere operato di appendicite, operazione che sarà eseguita da Juliet. Jin intuisce che Charlotte capisce il coreano, e le chiede di portare sua moglie con sé sull'elicottero quando arriverà il momento.
Nel futuro, Jack vive con Kate e Aaron, e viene chiamato dall'ospedale psichiatrico in cui è ricoverato Hurley; quest'ultimo gli rivela che chiacchiera spesso con Charlie, il quale ha anche lasciato un messaggio per Jack: "Non dovresti crescerlo tu, Jack", probabilmente riferendosi ad Aaron. In seguito, Jack sorprende Kate parlare al telefono; dopo una discussione ella confessa che sta facendo qualcosa per Sawyer, e si ha la conferma che Aaron non ha nessun legame con Kate, come lei fa credere: è proprio il figlio di Claire. Jack pretende di sapere quale favore stia eseguendo Kate per Sawyer, ma lei gli nega una risposta, sostenendo che Sawyer non vorrebbe che lei lo rivelasse, ma che comunque non ha nulla a che fare con lei e Jack; questa risposta, però, non mitiga l'ira di Jack.
Il gruppo guidato da Sawyer (Miles, Claire e Aaron) incontra il pilota Lapidus, che li esorta a nascondersi perché sta arrivando Keamy (capo dei mercenari che hanno precedentemente assaltato le case degli Altri) armato delle peggiori intenzioni. Il gruppo si nasconde nella vegetazione rischiando quasi di essere tradito da un breve gemito di Aaron, ma riescono a scampare al pericolo. Claire si sveglia di notte nella giungla e vede suo figlio in braccio a suo padre, Christian Shephard. Quando Sawyer si sveglia, non vedendoli, chiede spiegazioni a Miles, che gli dice che se n'è andata con un uomo che ha chiamato "papà"; Sawyer trova poi il bambino vicino a un albero, ma di Claire non c'è più nessuna traccia.
Miles non è intervenuto per fermare Claire nella notte in quanto Sawyer, notando alcuni sguardi strani di Miles rivolti a Claire, le aveva intimato di starle lontano e di non interagire con lei, dunque quando l'ha vista allontanarsi con Christian Shephard ha semplicemente rispettato l'ordinanza restrittiva imposta da Sawyer.

## Ricerca febbrile
- Titolo originale: Cabin Fever
- Diretto da: Paul Edwards
- Scritto da: Elizabeth Sarnoff e Kyle Pennington
- Episodio dedicato a: Locke

### Trama
In una scena un po' rétro vediamo una ragazza litigare con la madre a causa dell'uomo di cui è innamorata per via della grande differenza di età. Nell'uscire di casa la ragazza viene investita e all'ospedale rivela di essere incinta. Il bambino nasce prematuro ed Emily, questo il nome della giovane, chiede che venga chiamato John. È dunque John Locke.
Nella giungla Ben, Locke e Hurley vagano alla ricerca della capanna di Jacob. In un sogno un matematico, uno degli appartenenti al Progetto DHARMA ucciso dagli Altri, rivela a John che trovando lui troverà la capanna. L'elicottero ritorna sulla nave con Keamy e gli altri mercenari sopravvissuti, ma uno di loro è stato gravemente ferito dal mostro e morirà poco dopo. Keamy vuole vendicarsi su Michael per aver fatto la spia, ma quando sta per sparargli la pistola si inceppa: l'isola lo salva nuovamente.
All'ospedale la giovane Emily non se la sente di allevare il figlio da sola, così John verrà dato in adozione. Un uomo osserva il bambino dal vetro: è Richard Alpert, l'uomo senza età, il consigliere di Ben. Alla domanda dell'infermiera se sia lui il padre del bambino la madre di Emily replica negando di conoscerlo.
John conduce Ben e Hurley alla fossa comune e rivela a quest'ultimo che è stato Ben ad ucciderli, ma egli nega dicendo che sono stati "i capi degli Altri", che non sono sempre stati sotto il suo comando. John trova una mappa nella tasca della divisa del matematico: è la mappa che porta alla sua capanna, oggi di Jacob.
Nella casa della famiglia adottiva di John, che oggi è un bambino di sei anni, arriva un signore per fargli delle domande e verificare se sia adatto a frequentare la sua scuola per ragazzi speciali, ed è nuovamente Richard Alpert che immediatamente nota che appeso ad un muro c'è un disegno di John: una colonna di fumo che attacca un uomo stilizzato. Alpert mostra a John alcuni oggetti chiedendo quale di essi il bambino senta "suo". Tra un guantone da baseball, un libro di leggi, una provetta con della sabbia, una bussola, un giornalino ed un pugnale dopo alcune esitazioni John sceglie il pugnale. L'uomo si alza e se ne va, dicendo che si era sbagliato e che John non è adatto alla sua scuola.
Sulla nave in una cassaforte c'è un "piano B", preparato da Widmore, di cui solo Keamy era a conoscenza. Sul fascicolo contenente le istruzioni è stampato il logo della stazione "Orchidea".
Il piano prevede l'eliminazione di tutti i presenti sull'isola, il capitano dissente ma ha poca voce in capitolo, quindi consente a Sayid di prendere di nascosto il gommone e iniziare a recuperare i naufraghi sull'isola al fine di salvarli.
Desmond decide di rimanere sulla nave, in quanto vuole aspettare l'arrivo di Penny.
Al college John è oggetto di scherzi da parte dei suoi compagni bulli, un docente gli offre la possibilità di cambiare la sua sorte: i laboratori Mittelos (gli stessi che hanno reclutato Juliet perché andasse sull'isola) lo hanno in qualche modo notato e desidererebbero che partecipasse ad un loro campo estivo di studio. John non vuole che nessuno gli dica cosa deve o non deve fare, e rifiuta.
Dopo essere caduto dall'ottavo piano, spinto dal padre, John è in riabilitazione. Un infermiere lo spinge sulla sedia a rotelle e consiglia all'uomo di fare un viaggio rituale per riscoprire sé stesso, come già era successo a lui. L'infermiere in questione è il misterioso Matthew Abaddon, che aveva incontrato Hurley quando era stato ricoverato al ritorno dall'isola e che darà nel futuro gli ordini a Naomi circa le persone da portare sull'isola con l'elicottero.
Sulla nave ricevono un messaggio in codice morse che chiede informazioni sul dottore, il cui cadavere è stato ritrovato il giorno prima sulle spiagge dell'isola con la gola tagliata. Il dottore però è ancora vivo e vegeto sul ponte della nave. Keamy, che indossa uno strano dispositivo attaccato al braccio, fa caricare armi sull'elicottero. Frank Lapidus si rifiuta di trasportarli sull'isola per fare un massacro e per convincerlo Keamy taglia la gola al dottore e lo getta in acqua e anche il capitano, che prova a fermarlo, viene ucciso. Frank a questo punto accetta di trasportarli sull'isola, ma prepara uno dei telefoni satellitari in modo da segnalare la posizione del gruppo e, mentre sorvola il campo dei sopravvissuti, lo lascia cadere. Jack interpreta questo gesto al contrario: "vuole che li seguiamo", afferma.
Arrivati alla capanna di Jacob solo John entra e, alla luce della lampada ad olio, vede un uomo: è Christian Shephard, o quantomeno ne ha le sembianze, e dice di parlare in nome di Jacob.
Nella stanza c'è anche Claire, che sorride. Christian suggerisce a John di non dire a nessuno che Claire è lì e, visto che il tempo stringe, farà invece meglio a fargli la domanda che conta. John rinuncia alle obiezioni: "Come faccio a salvare l'isola"?.
All'uscita dalla capanna Ben e Hurley gli chiedono quale sia la prossima mossa. La sua risposta è sbalorditiva: "Vuole che spostiamo l'isola".

## Casa dolce casa
- Titolo originale: There's No Place Like Home
- Diretto da: Stephen Williams (parte 1) e Jack Bender (parti 2 e 3)
- Scritto da: Damon Lindelof e Carlton Cuse
- Episodi dedicati a: Jack, Kate, Sayid, Hurley e Sun

### TramaPrima parte
Un aereo vola sopra una distesa d'acqua, trasportando Jack, Kate, Sayid, Sun, Hugo e il piccolo Aaron (confermando che quest'ultimo è il 6° dei "Sei"): una hostess comunica loro l'imminente atterraggio in un aeroporto privato nei pressi di Honolulu, dove oltre ai loro familiari diversi giornalisti li stanno aspettando. L'hostess mette al corrente il gruppo che la stampa li ha ribattezzati i "Sei della Oceanic".
Sbarcati a terra tutti si ricongiungono con i propri cari: Jack ritrova la madre, Hugo e Sun i genitori, Sayid la fidanzata Nadia mentre nessuno attende Kate.
Sull'isola Locke e Ben si dirigono verso la stazione "Orchidea", una serra sotto alla quale si cela la vera stazione; Ben con uno specchio comunica tramite segnali luminosi con qualcuno che risponde dall'alto di un monte.
Nel frattempo, Sayid giunge sull'isola col gommone della nave-cargo di Widmore e si lancia all'inseguimento di Jack, che nel frattempo era partito per rintracciare l'elicottero. Intanto, guidato da Daniel, il gommone torna indietro con le prime sei persone, tra cui Jin e Sun.
Sulla nave però li aspetta una brutta sorpresa: la sala macchine è stata imbottita di dinamite da Keamy prima di ripartire alla volta dell'isola. Subito Desmond e Michael si mettono all'opera per disinnescare la carica.
Intanto, nei flash-forward, i "sei" sopravvissuti danno una conferenza stampa di fronte ad una moltitudine di giornalisti durante la quale l'Oceanic si scusa per i danni recati ed offre un risarcimento.
Alla domanda "perché, dopo mesi su un'isola deserta, siete ancora così in forma?", i sei superstiti non rispondono, mentre alla più cruciale domanda "Se voi sei siete vivi, potrebbero esserci altri sopravvissuti?" Saiyd mente deliberatamente con un "No, assolutamente no".
Per quanto essi raccontano, sarebbero riusciti a scappare dall'isola perché una canoa trasportante rimedi medici si sarebbe allontanata dalla rotta e persa in una tempesta: loro l'avrebbero ritrovata sull'isola e guidata fino ad un'altra isola abitata, distante molte miglia da lì. Qui sarebbero stati riconosciuti e tratti in salvo.
In un altro flash-forward si vede Sun che, per vendicarsi della continua noncuranza del padre nei confronti del marito Jin, compra la sua stessa società e lo fa divenire suo dipendente.
Nell'ultimo flash-forward Jack, al funerale del padre, viene avvicinato da una donna che spiega come mai il defunto si trovasse a Sydney prima di morire e rivela che era andato a trovare la figlia che per "coincidenza" si sarebbe trovata poi sullo stesso volo Oceanic 815. La donna rivela il nome della figlia ovvero proprio Claire a Jack il quale rimane sconvolto scoprendo che Claire è sua sorellastra e voltandosi verso Kate vede Aaron come suo nipote.
L'episodio si conclude con Ben che si fa catturare dai seguaci di Keamy nell'Orchidea per permettere a Locke (nascosto) di entrare e far "spostare" l'isola.

### TramaSeconda e terza parte

Benjamin Linus mentre gira la ruota ghiacciata e sposta l'Isola

In un flash-forward ritorniamo alla fine della terza stagione, con Jack, barbuto e dipendente dai farmaci, che cerca di convincere Kate a ritornare sull'isola. Si scopre, inoltre, che dal loro ritorno sono passati tre anni e che la persona al cui funerale era stato Jack era un tale Jeremy Bentham, il quale aveva incontrato Jack e Kate per chiedere loro di tornare indietro.
Sull'isola, Ben, catturato da Keamy, sta per essere riportato sulla nave, ma viene salvato dagli Altri, aiutati da Kate e Sayid. Il commando viene sterminato, mentre Keamy viene colpito da Richard, il misterioso membro degli Altri alleato di Ben.
Sulla nave Desmond e Jin cercano di disarmare l'esplosivo mentre Michael raffreddando la batteria che l'alimenta consente loro di prendere tempo.
In un flash-forward Walt si reca da Hurley in ospedale, chiedendogli perché essi stiano mentendo. Un certo Jeremy Bentham era venuto da lui dicendogli che i sopravvissuti mentivano. Hurley è costretto a dire a Walt che mentono per proteggere quelli che sono rimasti. "Come mio padre?" chiede il ragazzo, "Sì" risponde Hurley.
Sull'isola Jack e Sawyer raggiungono la stazione Orchidea dove incontrano Hurley e John. Quest'ultimo ripropone la dialettica tra i due leader, chiedendo a Jack di non andare via perché in quel posto accadono miracoli. Jack resta fedele alle sue idee e decide di non scendere con Ben e Locke nella vera stazione Orchidea. Ben acconsente a che tutti loro lascino l'isola. Prima di separarsi, John Locke raccomanda a Jack di mentire per proteggere quelli che resteranno.
Daniel cerca di portare in salvo Charlotte e Miles, ma entrambi decidono di restare. Charlotte, in particolare, a seguito della domanda dell'enigmatico Miles che le chiede perché vorrebbe andarsene dopo tutta la fatica fatta per ritornare lì.
John e Ben penetrano nell'Orchidea. Da un filmato DHARMA John scopre che la stazione conduceva esperimenti sullo spazio-tempo. Raggiunti da Keamy, ferito ma salvatosi con un giubbotto antiproiettile, i due riescono a sopraffarlo; Ben, furioso, lo uccide vendicando Alex, nonostante il mercenario li avesse avvisati che, in caso di sua morte, il sensore sul suo braccio avrebbe attivato la bomba sulla nave. John, disperato, cerca vanamente di tenere in vita Keamy mentre Ben, al suo solito, pare del tutto disinteressato al destino degli uomini sulla nave.
Jack, Sawyer, Hurley, Sayid, Kate, Aaron e Frank partono con l'elicottero verso la nave, ma l'elicottero perde carburante e va alleggerito. Decide di sacrificarsi Sawyer, che dopo aver sussurrato qualcosa a Kate ed averla baciata si getta nell'oceano, consentendo ai compagni di proseguire.
Nel flash-forward successivo Sayid preleva Hurley dall'ospedale. Anche loro avevano ricevuto la visita di Jeremy Bentham ed Hurley appare colpito dalla notizia della morte del misterioso uomo (che si cela dietro tale pseudonimo).
L'elicottero atterra sulla nave, il tempo di rifornirsi del carburante necessario per tornare sull'isola prima che tutto esploda. La morte di Keamy ha attivato la bomba e solo lo stratagemma di Michael consente all'elicottero di ripartire con anche Sun e Desmond. Jin, fino all'ultimo con Michael, non riesce a salire sull'elicottero. Appena prima dello scoppio Michael vede Christian Shepherd, il quale gli dice: «Puoi andare adesso Michael». La nave esplode ed affonda e per Michael e Jin (forse) non ci sono speranze.
Sawyer riesce a nuotare fin verso l'isola dove con Juliet vede il fumo dalla nave distrutta. Ben attiva deliberatamente in maniera errata l'esperimento DHARMA creando un'esplosione che apre un passaggio. Sarà lui a "muovere l'isola" e non John, perché chi la muove non può tornare su di essa, e John ha adesso il compito di guidare gli Altri sull'isola. Ben arriva ad un grande timone nel passaggio e, in lacrime, lo aziona. Una luce intensa squarcia il cielo e, dall'elicottero di Frank, Jack e gli altri vedono l'isola sparire. L'elicottero precipita in mare: i suoi passeggeri si salvano sul battello d'emergenza e dopo poche ore vengono recuperati da una barca. La barca è di Penelope Widmore. Prima di essere salvati Jack chiede a tutti di mentire. Desmond e Penny si ricongiungono: lo scozzese e Frank Lapidus resteranno con lei. Penny presta aiuto a quelli che diverranno i Sei della Oceanic conducendoli all'isolotto di Membata, mentre i sei si accordano sulla storia da raccontare.
In un flashforward Kate vede in sogno Claire accanto ad Aaron: la vera madre del bambino le ordina di non riportarlo indietro. Kate, piangendo, chiede scusa ad Aaron, forse per l'imminente abbandono. Sun incontra Charles Widmore proponendogli di incontrarsi per addivenire ad un non precisato accordo. Jack torna nel luogo dove si sono svolti i funerali di Bentham. Lì incontra Benjamin Linus. Jack guarda nella bara di Bentham: l'uomo lo aveva accusato di essere il responsabile delle cose nefaste accadute sull'isola da quando era andato via, e che perciò vi doveva tornare. Ben afferma che l'isola non accetterà che torni solo Jack: tutti devono tornare, anche la salma del defunto "Bentham". La camera inquadra allora, nella bara, il corpo senza vita di John Locke.